# Class (serie de televisión)
Class es una serie de televisión británica de ciencia ficción derivada de Doctor Who. Está creada y escrita por Patrick Ness, quién también produce junto al showrunner de Doctor Who, Steven Moffat y Brian Minchin, quién fue también productor de los otros dos secuelas de Doctor Who, Torchwood y The Sarah Jane Adventures. La primera temporada consta de ocho episodios, que fueron emitidos en BBC Three desde el 22 de octubre de 2016. Damian Kavanagh dio a conocer el 7 de septiembre de 2017 que la serie no iba a ser renovada a una segunda temporada.

## Premisa
La serie trata sobre seis alumnos y profesores de la Academia Coal Hill, una escuela ficticia regularmente mostrada en Doctor Who desde su serial original, en 1963.
Los seis protagonistas, que tienen sus propios secretos y deseos, han de tratar con las tensiones de su vida diaria, incluyendo amigos, padres, trabajo escolar, sexo y dolor, pero también los horrores procedentes del viaje en el tiempo. El Doctor y su máquina del tiempo han hecho que las paredes del espacio y el tiempo se debiliten y monstruos de más allá de la imaginación están planeando romperlas y liberar el caos en la Tierra.

## Reparto

### Principal
- Greg Austin como Charlie Smith.[2]
- Fady Elsayed como Ram Singh.[2]
- Sophie Hopkins como April MacLean.[2]
- Vivian Oparah como Tanya Adeola,[2]
- Katherine Kelly como Miss Andrea Quill.[2]

### Recurrente
- Jordan Renzo as Matteusz Andrzejewski.
- Nigel Betts como el señor Armitage.[4]
- Paul Marc Davis como Corakinus.[5]
- Anna Shaffer como Rachel Chapman.[6]

### Invitados
- Peter Capaldi como El Doctor[7]

## Producción

### Desarrollo
La serie fue anunciada el 1 de octubre de 2015, con Steven Moffat como productor ejecutivo. Fue revelado el 27 de abril de 2016 que Coal Hill ya no era un colegio sino una academia. Ed Bazalgette fue el primer director anunciado para la serie. Philippa Langdale dirigió dos episodios y Wayne Yip también dirigió un número de episodios para la serie, con Julian Holmes encargado del episodio final.

### Reparto
El 4 de abril de 2016, el reparto principal de la serie fue anunciado. Greg Austin, Fady Elsayed, Sophie Hopkins y Vivian Oparah protagonizan la serie, con Austin interpretando un personaje llamado Charlie, mientras Katherine Kelly interpreta a Miss Quill, una profesora de la Academia Coal Hill. Nigel Betts vuelve a interpretar el personaje del señor Armitage, tras hacerlo en "Dentro del Dalek", "El conserje" y "Agua oscura" de la octava temporada de Doctor Who. Paul Marc Davis también tiene un papel en la serie, mientras que Anna Shaffer interpreta un personaje llamado Rachel.
Patrick Ness reveló en su cuenta de Twitter que uno de los protagonistas masculinos tendría un novio. Peter Capaldi, quién interpreta la duodécima encarnación del Doctor, aparecerá en el episodio de apertura de la serie.

### Rodaje
Class empezó su rodaje el 4 de abril de 2016. El director Wayne Yip informó que su bloque acabó de filmar el 16 de agosto de 2016. El rodaje finalizó el 2 de septiembre de 2016.

## Retransmisión
El 8 de enero de 2016 la serie fue elegida para su paso a producción por BBC America. Los episodios también serán retransmitidos posteriormente en BBC One.